# Tortula subsessilis
Tortula subsessilis là một loài rêu trong họ Pottiaceae. Loài này được (Brid.) Mitt. mô tả khoa học đầu tiên năm 1869.